# 九層糕
九層糕（越南语：／） ，又稱「豬皮糕」，是以木薯粉，粘米粉，綠豆餡、芋頭餡或榴槤餡，以及香蘭葉攪拌成的綠色汁與椰奶，成綠白相交的九層糕，是越南的特色小吃。類似的甜點在東南亞各國飲食糕點中都有存在。
典型的九層糕有以下幾種餡料

- 香蘭餡加上綠豆沙餡
- 香蘭餡加上榴槤餡
- 觀音草汁液加上搗碎的芋頭

有時會以食用色素取代天然植物在糕點上的顏色。
馬來西亞與印度尼西亞的一種糕點印尼九層糕及娘惹糕與越式九層糕相似。
在菲律賓的一種糕點椰絲糯米糕（kutsinta）與越式九層糕相似做法，在柬埔寨越式九層糕被稱作នំចាក់ចាន់（num chak chan）

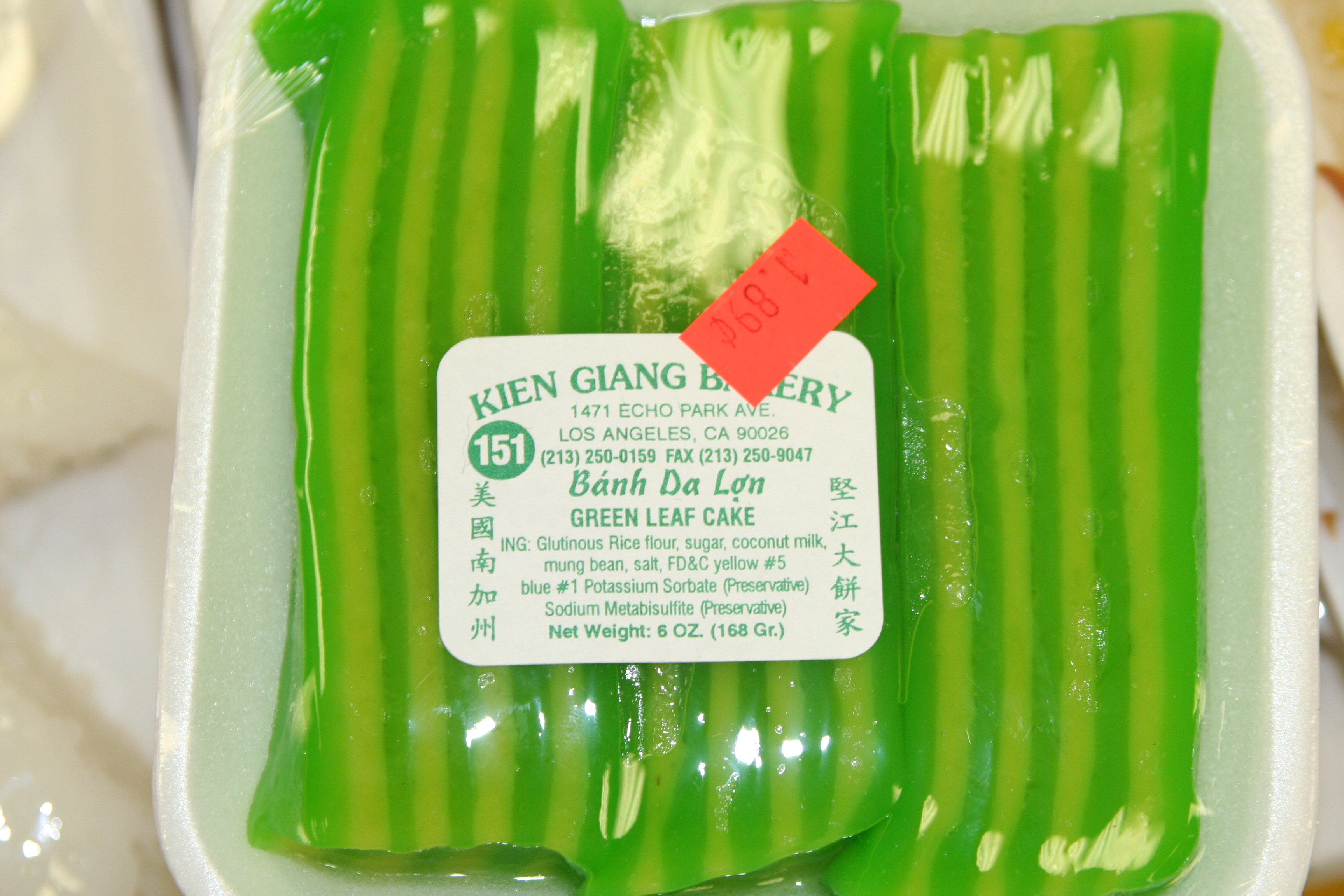

## 外部連結
- Photo of bánh da lợn （页面存档备份，存于） (the green cake in the center)
- Photo of bánh da lợn
- Alice's Guide to Vietnamese Banh

1. ↑  “da”中的“d”在越南北部發音類似“z”，在越南南部發音類似“y”。